# Castello di Ebreichsdorf
Il castello di Ebreichsdorf (Schloss Ebreichsdorf in tedesco) si trova nell'omonimo comune austriaco nel distretto di Baden, in Bassa Austria e risale probabilmente al XIII secolo.

## Storia

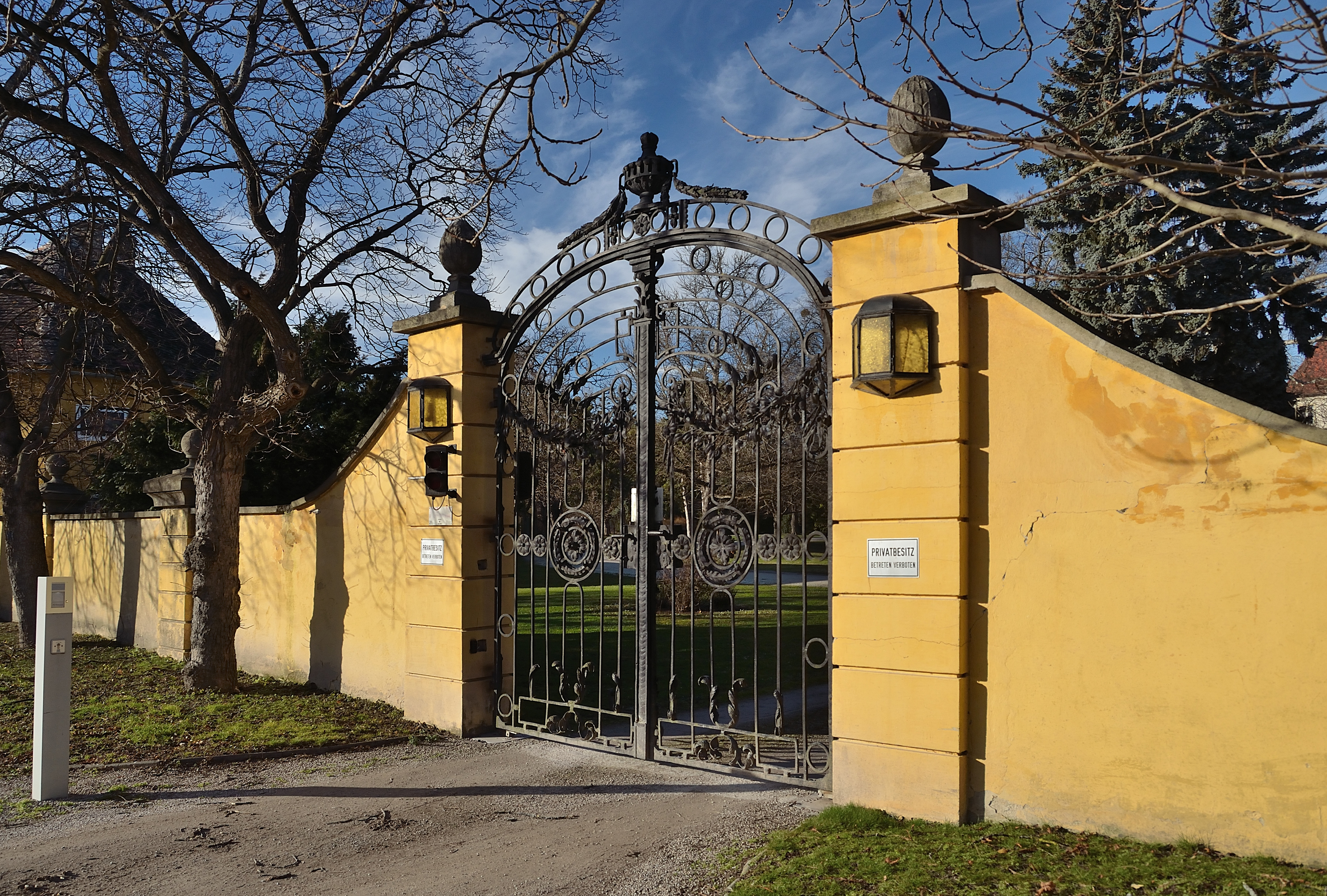
Cancello di accesso al parco del castello

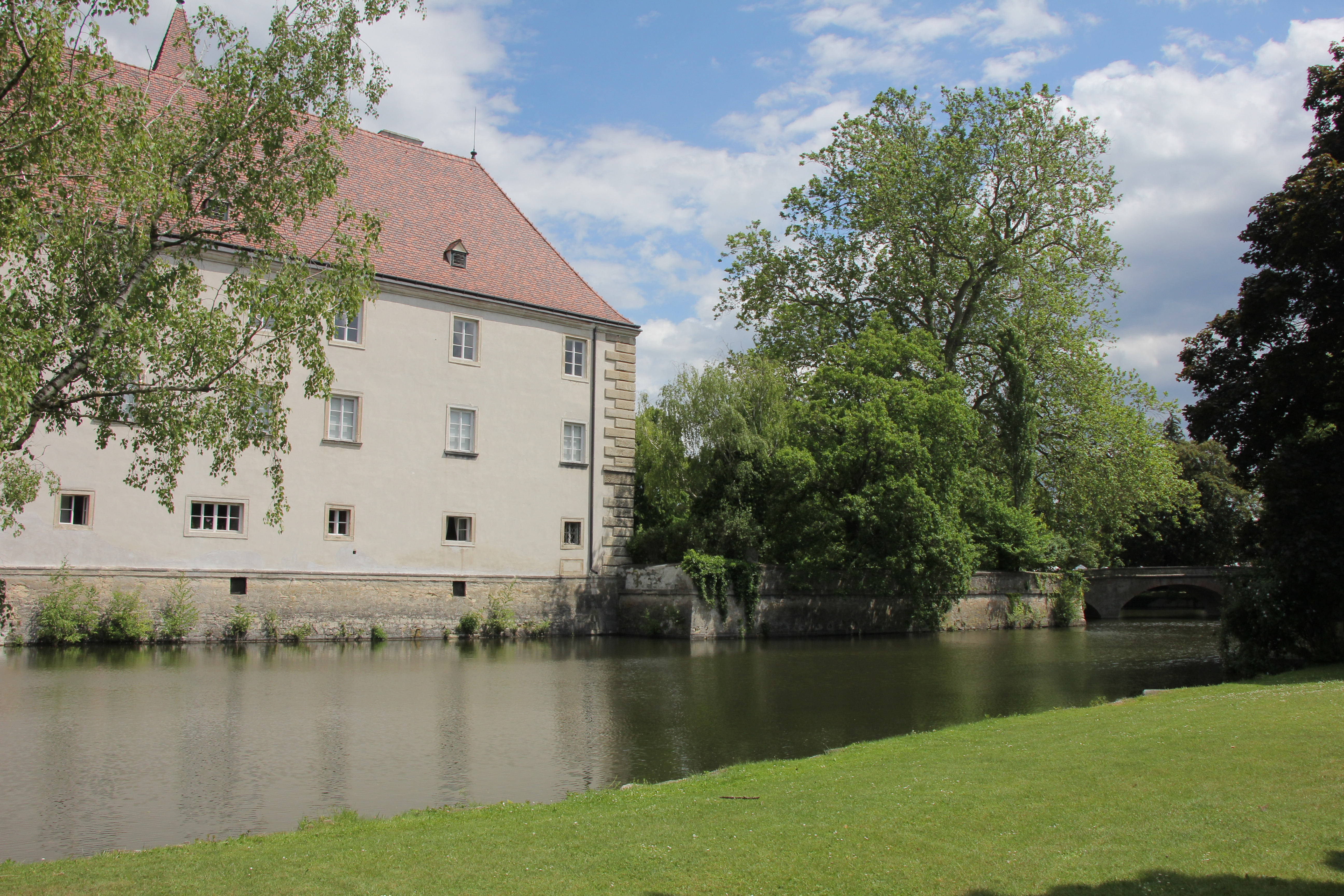
Fossato del castello

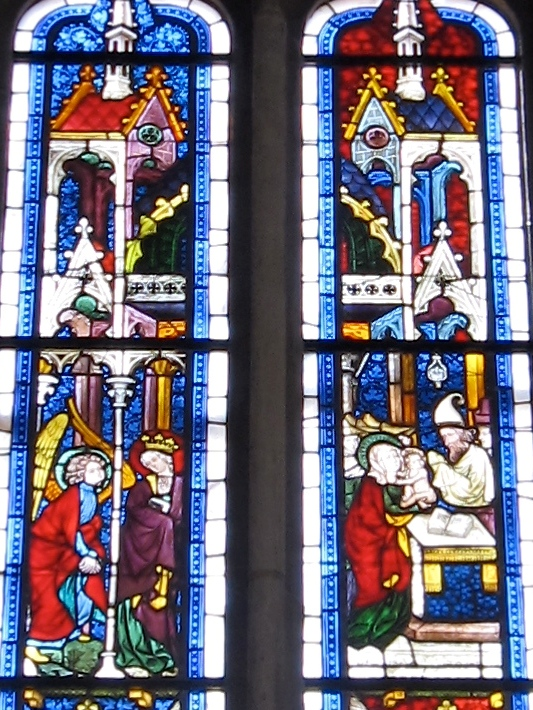
Particolare di una grande vetrata policroma della cappella

Sul sito, di notevole importanza strategica, esisteva un avamposto militare già dal X secolo ma la costruzione di una vera fortezza viene documentata solo nel 1294 e citata come appartenente alla cinta difensiva nata per proteggere l'area di Vienna dalle incursioni provenienti da oriente. I proprietari del castello, nel 1328, furono i fratelli Ulrich e Berthold von Pergau. Nei secoli seguenti il maniero passò a vari proprietari. Nel 1474 il castello fu difeso contro l'avanzata degli ungheresi ma cadde presto sotto il controllo di Mattia Corvino che vi sistemò una sua guarnigione, presente sino alla pace di Presburgo del 1491. Quasi tre decenni dopo furono i turchi ad invadere il territorio ed il castello venne parzialmente distrutto. Quando la proprietà passò a Hieronymus Freiherr von Beck nella seconda metà del XVI secolo l'antica fortezza militare assunse l'aspetto di un palazzo rinascimentale. La sua struttura difensiva rimase efficiente a lungo e il castello seppe resistere alle invasioni turche del XVII secolo. All'inizio del secolo successivo Josef Anton Pilati-Thassul rinnovò la struttura secondo il gusto barocco ampliandola ulteriormente. I proprietari si succedettero ancora, con nuovi restauri e aggiornamenti. Dopo il periodo della seconda guerra mondiale fu necessaria un'importante opera di recupero, realizzata tra il 1959 e il 1963. Il grande palazzo è residenza della famiglia Drasche-Wartinberg.

## Descrizione
L'edificio è un bene sottoposto a tutela dalle autorità austriache.
Il castello mantiene il fossato e si trova in un'ampia area verde nella parte occidentale di Ebreichsdorf. Il cancello di accesso al parco del castello è in ferro artisticamente elaborato. Il prospetto principale è neoclassico con piano terra bugnato e e portale con arco a tutto sesto mentre i due piani superiori hanno finestre rettangolari. Di particolare interesse sono le grandi vetrate con vetri policromi della cappella privata del castello.

## Nella cultura di massa
L'immagine del castello è stata utilizzata nella produzione di un puzzle dalla nota azienda tedesca di giocattoli e giochi da tavolo Ravensburger.